# 우보 (솔루션)
우보(牛步)는 후지쯔가 개발한 소 발정탐지 및 번식관리 솔루션이다. 소가 발정징후를 보일 때 평소보다 걸음수가 증가하는 데 착안, 무선통신기능이 내장된 만보계를 발목에 장착하여 발정 및 질병 등을 탐지한다. 발정기간 중 16시간에 불과한 가임시간을 놓칠 경우 발생하는 사료 등의 추가비용을 절약하여 농가의 생산성을 향상시킨다.